# Documento
Um documento  é qualquer registro de informações, independentemente do formato ou suporte utilizado para registrá-las.
Instituída pela ciência arquivística, a definição supra possui caráter generalista, o que significa que certas ciências ou alguns de seus ramos especializados podem adotar definições mais específicas. É o caso, por exemplo, do Direito, em que um documento é definido como qualquer que possua relevância jurídica e possa servir como prova.
Os órgãos típicos de documentação são os museus, os arquivos as bibliotecas, e os centros de documentação, cada um com as suas características peculiares.

## Classificação

### Quanto à sua origem
Quanto à sua origem os documentos podem ser divididos em públicos e privados:
- Públicos:  são emitidos e/ou recebidos por um órgão governamental na gestão de suas atividades ou mediante procuração de autoridade pública.[6] Por exemplo, escritura pública de compra e venda emitida por um notário.

- Privados: são emitidos por um particular (pessoa física), ou por autoridade pública fora de suas funções, atribuições, ou competência.

### Quanto ao seu valor
O valor dos documentos devem ser claramente definidos, sustentáveis e coexistentes ao período que foram gerados. Desta forma tem-se os seguintes valores:
- Administrativo - Valor que um documento possui para a administração produtora do arquivo, na medida em que informa, fundamenta ou aprova seus atos presentes ou futuros.
- Fiscal - Valor atribuído a documentos ou arquivos para comprovação de operações financeiras ou fiscais.
- Informativo - Valor que um documento possui pelas informações nele contidas, independente de seu valor probatório.
- Legal - Valor processual que um documento possui perante a lei para comprovar um fato ou constituir um direito.
- Permanente - Valor probatório ou valor informativo que justifica a guarda permanente de um documento em um arquivo. Também referido como valor histórico.
- Primário - Valor atribuído aos documentos em função do interesse que possam ter para o gerador do arquivo, levando-se em conta a sua utilidade para fins administrativos, legais e fiscais.
- Probatório - Valor intrínseco de um documento de arquivo que lhe permite servir de prova legal.
- Secundário - Valor atribuído aos documentos em função do interesse que possam ter para o gerador do arquivo, e para outros usuários, tendo em vista a sua utilidade para fins diferentes daqueles para os quais foram originalmente produzidos.[8]

### Quanto ao grau de sigilo

#### Brasil
No Brasil, um documento pode ser classificado como ostensivo ou sigiloso. Um documento é ostensivo quando a ele não foi atribuído nenhum grau de sigilo, tendo em vista que o acesso ao seu conteúdo não põe em risco direitos individuais ou coletivos. Documentos ostensivos devem estar plenamente acessíveis. Consequentemente, um documento é sigiloso quando a ele é atribuído algum grau de sigilo, em razão de o acesso ao seu conteúdo poder colocar em risco direitos individuais ou coletivos. São estes os graus de sigilo documental:
- Reservado

É um documento com informações cuja revelação não-autorizada possa comprometer planos, operações ou objetivos neles previstos ou referidos. Um documento não poderá ser mantido com grau de sigilo "reservado" por mais do que cinco anos.
- Secreto

É um documento com informações referentes a sistemas, instalações, programas, projetos, planos ou operações de interesse da defesa nacional, a assuntos diplomáticos e de inteligência, programas ou instalações estratégicos, cujo conhecimento não-autorizado pode ocasionar prejuízo grave à segurança. Este documento não poderá ser mantido com grau de sigilo "secreto" por mais do que quinze anos.
- Ultrassecreto

Um documento não poderá ser mantido com grau de sigilo "ultrassecreto" por mais do que vinte e cinco anos, salvo se o seu acesso ou divulgação puder ocasionar ameaça externa à soberania nacional, à integridade do território nacional ou grave risco às relações internacionais do País, situação em que a classificação no grau de sigilo "ultrassecreto" poderá ser prorrogada, por uma única vez, ao longo de período determinado não superior a vinte e cinco anos. Portanto, em situações excepcionais o prazo total desta classificação estará limitado ao máximo de cinquenta anos.